# Muesebeckella nadi
Muesebeckella nadi är en loppart som beskrevs av Hamilton Paul Traub 1969. Muesebeckella nadi ingår i släktet Muesebeckella och familjen Stivaliidae. Inga underarter finns listade i Catalogue of Life.